# 국제수사
《국제수사》는 2020년에 개봉한 대한민국의 범죄 액션 코미디 영화이다. 《보통사람》을 연출했던 김봉한 감독이 연출했고 곽도원, 김대명, 김희원, 김상호가 출연했다.
2020년 9월 29일 대한민국에 추석 연휴에 맞춰 개봉했다.

## 줄거리
대천경찰서의 강력계 형사 홍병수는 옛 친구 용배에게 사기를 당해 큰 빚을 졌고, 집은 담보로 경매에 넘어간다. 그런데 아내는 결혼 10주년인데도 신혼여행 한 번 가지 못한 처지를 한탄하고 있었고, 딸은 필리핀 관광 전단지를 내밀며 해외여행을 가자고 한다. 다음날 강력계 동료들은 갹출한 달러뭉치를 수배지에 싸서 병수에게 여행 자금으로 쓰라며 준다. 덕분에 병수네 가족은 난생 처음으로 필리핀으로 해외 여행을 떠나게 된다.
필리핀 마닐라에 도착했지만 타갈로그어도 영어도 하지 못하는 병수는 시큰둥해 한다. 그러다 우연히 용배처럼 어릴 적 친구였던 만철을 그곳에서 발견하고 그를 뒤쫓는다. 만철은 용배가 살인 용의로 수감되어 있다고 알려준다. 교도소에서 만난 용배는 구 일본군이 남긴 보물 '야마시타 골드'를 찾다가 동업자 박춘식에게 배신당해 살인 누명을 썼다고 하며, 병수에게 대신 야마시타 골드를 찾아달라고 꼬드긴다. 결국 병수는 가족에게 인터폴과 협동수사를 한다고 둘러대며 자신은 단독행동을 하기로 한다. 그렇게 만철과 무작정 나선 병수는 카지노에서 큰 돈을 따게 되고, 그날 밤 만철이 소개한 스텔라라는 여자와 술을 진탕 마신다. 다음날 만철은 카지노 수익금을 들고 도주하고, 설상가상으로 병수는 가진 것을 모두 소매치기당해 버린다.
도움을 요청하려고 대사관에 간 병수는 우연히 경찰로 위장한 갱단에게 쫓기는 춘식을 발견하고, 그를 구해준다. 그런데 춘식은 '패트릭'이라는 잔학한 한국 출신 킬러에게 쫓기고 있었고, 몰래 패트릭에게 병수를 팔아넘겨 위기를 모면하려고 든다. 그리고 갑자기 나타난 스텔라가 둘을 한꺼번에 패트릭에게 보내버린다. 병수는 패트릭에게 고문을 당한다. 패트릭은 사실 용배와 거래하고 있었고, 용배는 야마시타 골드의 위치를 알려주는 조건으로 병수를 풀어주게 한다. 그러나 병수가 알려준 금고는 비밀번호가 이중으로 걸려 있어 패트릭은 역정을 낸다.
병수는 용배의 조언대로 귀국하려고 하나, 갑자기 살인 용의자로 몰린다. 당황한 병수는 만철을 데리고 사건 현장을 수사하고, 패트릭의 소행임을 안 뒤 용병 둘을 고용하여 패트릭의 아지트를 급습한다. 용병의 활약으로 패트릭을 붙잡는 데 성공하지만,  결백을 입증할 증거는 부패경찰과 연줄이 있는 패트릭이 처리한 뒤였다. 결국 병수는 감옥에 가고 만다. 감옥에서 용배는 병수에게, 우정이 아닌 돈에 혹해 움직인 것이라고 타박하고 병수도 반박하지 않는다. 용배는 패트릭에게 비밀번호를 알려줄 테니 병수를 내보내 달라고 한다. 병수는 석방되어 만철과 가족들과 재회하고, 패트릭은 금고에서 마침내 야마시타 골드의 지도를 찾는다.
병수는 만철과 달러뭉치를 정리하다 수배지에서 패트릭을 닮은 얼굴을 발견한다. 둘은 다시 용병들과 함께 패트릭을 뒤쫓아, 그가 사우나에서 마사지를 받을 때 몰래 엉덩이에 있는 나비 문신을 확인한다. 그가 한국에서 수배된 범죄자임을 확인한 병수는 한편, 전에 용배가 그에게 준 사진이 어떤 위치를 가리키는 것을 발견한다. 그것은 야마시타 골드가 있는 곳이었다. 병수 일행이 그곳으로 가니 이미 패트릭이 용배와 함께 보물을 인양하려던 참이었다. 그런데 보물상자에는 장치된 폭탄이 터졌고, 용배에게 속아 분노한 패트릭이 용배를 죽이려던 찰나 병수 일행이 그를 급습한다. 용배가 바다에 빠지자 병수가 뛰어들어 구해낸다. 그 사이 패트릭은 도주했으나 만철의 기지로 결국에 붙잡히게 된다.
패트릭이 연행된 후, 병수, 용배, 만철은 야마시타 골드의 진짜 위치로 가서 황금을 손에 넣는다. 귀국한 후, 병수는 빚을 모두 갚는다.

## 캐스팅
- 곽도원/유진우(아역): 홍병수 역, 대천경찰서 강력계 형사
- 김대명/이찬유(아역): 황만철 역, 마닐라 관광 가이드, 병수의 수사 파트너
- 김희원: 손병구 / 패트릭 역, 마닐라에서 활동하는 킬러
- 김상호/강민채(아역): 김용배 역, 병수의 친구
- 신승환: 박춘식 역
- 신동미: 미연 역, 병수의 아내
- 이한서: 홍지윤 역, 병수의 딸
- 몬 콘피아도: 션 역
- 크리스티안 빌레테: 템베이 1 역
- 프레디 아바오: 템베이 2 역
- 로렌 부르고스: 스텔라 역
- 손현주: 강반장 역
- 조재윤: 안형사 역
- 이봉련: 은행 여직원 역
- 성혁: 대사관 직원 역
- 이홍내 : 패트릭 가드 역

## 제작과 개봉
영화는 2018년 필리핀 로케이션으로 촬영되었으며, 현지 교민들이 다수 참여했다. 당시 제목은 '패키지'였다. 영화의 80% 이상이 필리핀 촬영분이다. 촬영 도중 태풍과 폭염을 만나고 장소 섭외와 인력 보급에 난항을 겪었다.
김봉한 감독은 영화 《행오버》에서 영감을 받았으며, 누아르 범죄극보다는 '아재들의 소동극'이라고 생각한다고 밝혔다. 영화의 주 소재인 '야마시타 골드'는 실제로 구 일본군이 필리핀 바다에 남긴 금에 대한 이야기를 책에서 읽고 구상하였다고 한다.
영화는 2020년 상반기 개봉 예정이었으나 코로나19 범유행으로 인해 먼저 8월로 미뤄졌고, 추석 연휴인 9월로 다시 한 번 미루어졌다. 그 과정에서 가족 영화에 걸맞도록 인물의 감정보다 사건에 집중하는 방향으로 편집도 수정되었다.